# Soumray
Le soumray (ou sumray, somray, somré, sibine) est une langue tchadique parlée au Tchad, dans le département de Tandjilé Est, au Nord-Est de Laï.

## Les Soumray
Les Soumray se désignent eux-mêmes comme les Sə́mray. La forme au singulier, est pour une femme Sìmrí, et pour un homme Sə̌mrà. La langue est appelée différemment bii gə chibne [bǐ gə́ sìbínè], littéralement « la langue sibine ». 

## Classification
Le soumray fait partie des langues tchadiques orientales. Les langues tchadiques sont une des branches de la famille afro-asiatique.

## Phonologie
Les tableaux présentent l'inventaire phonémique du soumray: les voyelles et les consonnes.

### Voyelles
|            |            | Antérieures | Centrales  | Postérieures |
| Fermées    | Fermées    | i [i]       |            | u [u]        |
| Mi-fermées | Mi-fermées | e [e]       | ə[ə] ʌ [ʌ] | o [o]        |
| Ouvertes   | Ouvertes   |             | a [a]      |              |

### Consonnes
|               |               | Labiales | Dentales | Alv.-palat. | Rétroflexes | Palatales | Vélaires | Glottales |
| Occlusives    | sourdes       | p [p]    | t [t]    |             |             |           | k [k]    | ʔ [ʔ]     |
| Occlusives    | sonores       | b [b]    | d [d]    |             |             |           | g [g]    |           |
| Occlusives    | implosives    | ɓ [ɓ]    | ɗ [ɗ]    |             |             | ’y [ʔj]   |          |           |
| Fricatives    | Fricatives    |          |          | s [s]       |             |           |          | h [h]     |
| Affriquées    | sourdes       |          |          |             |             | c [tʃ]    |          |           |
| Affriquées    | sonores       |          |          |             |             | j [dʒ]    |          |           |
| Nasales       | Nasales       | m [m]    | n [n]    |             |             | ɲ [ɲ]     | ŋ [ŋ]    |           |
| Liquides      | Liquides      |          |          | l [l]       |             |           |          |           |
| Roulées       | Roulées       |          | r [r]    |             | ɽ [ɽ]       |           |          |           |
| Semi-voyelles | Semi-voyelles | w [w]    |          |             |             | y [j]     |          |           |

### Consonnes labiales et palatales
Au début du mot de nombreuses consonnes apparaissent labialisées, par exemple, tw [tʷ], ɗw [ɗʷ], ou palatalisées, par exemple, ty [tʲ], ɗy [ɗʲ].

### Une langue tonale
Le soumray est une langue à tons qui compte trois tons pontuels, haut, moyen et bas. De plus, on trouve deux tons complexes, bas-haut et haut-bas.